# Васильева, Надежда Александровна
Наде́жда Алекса́ндровна Васильева (род. 29 января 1962, Ленинград) — российский художник по костюмам, художник, куратор. Лауреат кинопремии «Ника» за лучшую работу художника по костюмам на фильмах «Замок» (1994) и «Матильда» (2017).
Вдова кинорежиссёра Алексея Балабанова, в качестве художника по костюмам работала на большинстве его фильмов.
Среди других режиссёров, с которыми работала Васильева — Семён Аранович, Александр Белинский, Владимир Бортко, Игорь Волошин, Олег Ковалов, Рената Литвинова, Василий Сигарев, Рустам Хамдамов и Алексей Учитель.

## Биография
Родилась 29 января 1962 года в Ленинграде в семье профессора ЛЭТИ. В 1984 году окончила Ленинградское высшее художественно-промышленное училище им. Мухиной. В том же году устроилась на киностудию «Ленфильм», где первое время работала ассистентом декоратора.
Я все время заглядывала в коридор, где были большие зеркала, и понимала, что вот этот человек не так одет и вот этот человек не так одет. Мечтала расквитаться с деревяшками. А потом пришла к Нелли Лев на «Шерлока Холмса». Она была чудесная художница [по костюмам], единственная у нас на студии, которая ласково относилась к людям, ничего не умевшим. Она меня многому научила.
В 1987 и 1988 годах участвовала в коллективной выставке в выставочном зале «Манеж» (Ленинград). Работала ассистентом художника по костюмам на сериале Семена Арановича «Большая игра» (1988). В качестве главного художника по костюмам дебютировала на сериале Виктора Титова «Васька» (1989).
У меня старая школа. ‹…› Режиссеры Виктор Титов, Семен Аранович, Владимир Бортко многое мне дали в профессиональном плане, каждый по-своему. Титов научил меня раскрепощаться, не бояться зрителя и делать все так, как чувствую я. Семену Давидовичу благодарна за то, что привил мне любовь к деталям, которыми можно подчеркивать характер человека, а Бортко показал мне, как надо работать с серьезными, требовательными артистами, добиваться взаимного уважения.
В 1992 году была приглашена в российско-польскую съёмочную группу режиссёра Ежи Гофмана для работы над фильмом «Прекрасная незнакомка» по рассказу «Возмездие» Льва Толстого. В 1991 году на премьере фильма «Счастливые дни» Надежда Васильева познакомилась с кинорежиссёром Алексеем Балабановым.
Помню, они выходили на сцену [перед показом], но как выглядел режиссер, я не запомнила, а потом, когда смотрела кино, поняла, что хочу за него замуж. ‹…› После сеанса я пошла на него посмотреть. ‹…› Он мне понравился. А он сказал, что я ему понравилась только одним — что я пришла в юбке, а не в брюках, как все девушки. ‹…› По-моему, на второй день он сказал или в первый же, что «я женюсь», и в общем, у каждого режиссера должно быть две жены: «Одна у меня уже была, сейчас будет вторая». Подарил мне зубную щетку. Вообще, он мне за всю жизнь подарил два подарка: зубную щетку и кисточки.
Впоследствии в качестве художника по костюмам Васильева работала на всех фильмах Балабанова, кроме картин «Война» (2002), «Жмурки» (2005) и «Мне не больно» (2006). Их первой совместной работой стал фильм «Замок» (1994) по одноимённому роману Франца Кафки. За работу на этом фильме была удостоена кинопремии «Ника».
В 1995 году участвовала в коллективной выставке «Современное искусство-95» (Хельсинки).
1 октября 1995 года в семье Балабанова и Васильевой родился сын Петр.

В 1997 году вышел фильм Алексея Балабанова «Брат». Свитер крупной вязки, ставший неотъемлемой частью образа главного героя Данилы Багрова, Надежда Васильева нашла случайно:
Я пошла в секонд-хенд, потому что денег на костюмы не было. Искала-искала и вдруг нашла этот свитер. Стоил он тридцать пять рублей. Я сразу поняла — вещь. Напялила его на Бодрова, Леша посмотрел и сказал: «Что это он такой крутой? Он не может быть крутым». А я говорю: «Да этот свитер мама ему связала!» И мы еще долго спорили. Но Сережа [Бодров] так хотел быть крутым, что уломал Балабанова на свитер. Леша только поставил условие, что его хоть чем-нибудь надо задрипать. Так появилась полиэтиленовая ветровка поверх свитера. Потом мальчики так одевались — бушлат и свитер. Я считаю, что это моя самая главная победа в жизни. Все остальное — ну, костюмы и костюмы.
В 1999 году в арт-кафе «Идиот» (Санкт-Петербург) прошла первая персональная выставка Надежды Васильевой. На ней были представлены акварельные рисунки, сделанные по мотивам фильма «Про уродов и людей» (1998), а также костюмы из этого фильма.
20 ноября 2000 года на съёмках фильма Алексея Балабанова «Река» Надежда Васильева и другие члены съёмочной группы попали в автомобильную аварию. Исполнительница главной роли Туяра Свинобоева скончалась. Съёмки фильма были прекращены.
В апреле 2015 года в рамках I Балабановских чтений в Центре искусства и музыки библиотеки Маяковского (Санкт-Петербург) прошла выставка «Балабанов. Перекрестки». Среди работ художников из ближнего круга Алексея Балабанова на ней были представлены эскизы Надежды Васильевой к неосуществленым проектам режиссёра.
В декабре 2016 года в Екатерининском дворце (Царское село) прошла выставка костюмов к фильму Алексея Учителя «Матильда» (2017). В ноябре следующего года выставка «Матильда. Воссоздавая эпоху» прошла в московском ГУМе. Для фильма «Матильда» было изготовлено более 7000 оригинальных костюмов, а также предметы гардероба — обувь, головные уборы, украшения и аксессуары. Гардероб картины создавался более полутора лет, на изготовление костюмов было использовано более 12 тонн материала. За работу на фильме «Матильда» Надежда Васильева и Ольга Михайлова были награждены премией «Ника».
В 2017 году совместно с Гошей Рубчинским работала над оформлением спектакля Ренаты Литвиновой «Северный ветер» в Московском художественном театре имени Чехова.
В 2018 и 2019 годах Надежда Васильева выступила куратором ретроспектив «Костюм в кино», проходивших в рамках кинофестиваля имени Андрея Тарковского «Зеркало» (Иваново).
Помимо работы в кино сотрудничала с Санкт-Петербургским Эрмитажным театром и Театром комедии имени Акимова. Преподавала курс «Русский костюм» в Санкт-Петербургском институте технологии и дизайна.
Член Союза кинематографистов Санкт-Петербурга.
Член Профессионального союза художников России.

## Фильмография
- 1989 — Васька (сериал, режиссёр Виктор Титов)
- 1990 — Анекдоты (режиссёр Виктор Титов)
- 1991 — Действуй, Маня! (совместно с Галиной Купавых, режиссёр Роман Ершов)
- 1992 — Прекрасная незнакомка (режиссёр Ежи Гоффман)
- 1992 — Восточный роман (режиссёр Виктор Титов)
- 1992 — Дитя пустыни (телевизионный, режиссёр Виктор Титов)
- 1993 — Провинциальный бенефис (совместно с Ларисой Конниковой, режиссер Александр Белинский)
- 1994 — Замок (режиссёр Алексей Балабанов)
- 1994 — Русский транзит (сериал, режиссёр Виктор Титов)
- 1995 — Трофим (короткометражный, совместно с Татьяной Патрахальцевой, режиссёр Алексей Балабанов)
- 1997 — Брат (режиссёр Алексей Балабанов)
- 1998 — Про уродов и людей (режиссер Алексей Балабанов)
- 1999 — Плачу вперед! (режиссёр Виктор Титов)
- 2000 — Брат 2 (режиссёр Алексей Балабанов)
- 2001 — Темная ночь (совместно с Татьяной Макаровой, режиссёр Олег Ковалов)
- 2002 — Река (режиссёр Алексей Балабанов)
- 2003 — Идиот (сериал, режиссёр Владимир Бортко)
- 2005 — Мастер и Маргарита (сериал, режиссёр Владимир Бортко)
- 2007 — Семь кабинок (режиссёр Дмитрий Месхиев)
- 2007 — Груз 200 (режиссёр Алексей Балабанов)
- 2008 — Нирвана (режиссёр Игорь Волошин)
- 2008 — Морфий (режиссёр Алексей Балабанов)
- 2009 — Я (режиссёр Игорь Волошин)
- 2010 — Кочегар (режиссёр Алексей Балабанов)
- 2010 — Бриллианты (короткометражный, режиссёр Рустам Хамдамов)
- 2011 — Бедуин (режиссёр Игорь Волошин)
- 2012 — Я тоже хочу (режиссёр Алексей Балабанов)
- 2013 — Собачий рай (режиссёр Анна Чернакова)
- 2013 — Отдать концы (режиссёр Таисия Игуменцева)
- 2015 — Страна ОЗ (режиссёр Василий Сигарев)
- 2015 — Картина маслом (режиссёры Олег Тактаров и Александр Мосин)
- 2016 — Сны Иосифа (новелла в киноальманахе «Петербург. Только по любви», режиссёр Рената Литвинова)
- 2017 — Эликсир молодости (короткометражный, режиссёр Рената Литвинова)
- 2017 — Салют-7 (совместно с Татьяной Патрахальцевой и Еленой Лукьяновой, режиссёр Клим Шипенко)
- 2017 — Матильда (совместно с Ольгой Михайловой, режиссёр Алексей Учитель)
- 2018 — Скиф (режиссёр Рустам Мосафир)
- 2018 — Моя веточка тоненькая (короткометражный, режиссёр Динара Друкарова)
- 2020 — Конёк-Горбунок (режиссёр Олег Погодин)
- 2021 — Северный ветер (фильм, режиссёр Рената Литвинова)
- 2021 — Капитан Волконогов бежал (фильм, режиссёры Наталья Меркулова и Алексей Чупов)
- 2021 — Хорошие девочки попадают в рай (фильм, режиссёр Дмитрий Месхиев)
- «Летучий корабль»
- «По щучьему велению»
- «Огниво»

## Награды и премии

### Премии «Ника» за лучшую работу художника по костюмам
- 1994 — Замок
- 2017 — Матильда (совместно с Ольгой Михайловой)

### Номинации на премию «Ника» за лучшую работу художника по костюмам
- 1998 — Про уродов и людей
- 2008 — Нирвана
- 2010 — Кочегар
- 2011 — Бедуин

### Номинации на премию «Золотой орел» за лучшие костюмы
- 2002 — Река
- 2013 — Собачий рай
- 2017 — Матильда